# ألكسندر جاردين
ألكسندر جاردين (بالفرنسية: Alexandre Jardin) كاتب ومخرج فرنسي، ولد في 14 أبريل 1965 بنويي-سور-سين.

## روابط خارجية
- ألكسندر جاردين على موقع IMDb (الإنجليزية)
- ألكسندر جاردين على موقع ألو سيني (الفرنسية)
- ألكسندر جاردين على موقع أول موفي (الإنجليزية)
- ألكسندر جاردين على موقع قاعدة بيانات الأفلام السويدية (السويدية)
- ألكسندر جاردين على موقع قاعدة بيانات الفيلم (الإنجليزية)
- ألكسندر جاردين على موقع كينوبويسك (الروسية)